# 제54회 대종상
제54회 대종상은 2017년 10월 25일에 열린 시상식이다.

## 수상 및 후보

### 최우수작품상
- 택시운전사 - 장훈 수상
- 더 킹 - 한재림
- 박열 - 이준익
- 불한당: 나쁜 놈들의 세상 - 변성현
- 판도라 - 박정우

### 감독상
- 박열 - 이준익 수상
- 판도라 - 박정우
- 불한당: 나쁜 놈들의 세상 - 변성현
- 택시운전사 - 장훈
- 더 킹 - 한재림

### 시나리오상
- 더 킹 - 한재림 수상
- 가려진 시간 - 엄태화 외 1명
- 미씽: 사라진 여자 - 홍은미
- 박열 - 황성구
- 택시운전사 - 엄유나

### 남우주연상
- 불한당: 나쁜 놈들의 세상 - 설경구 수상
- 택시운전사 - 송강호
- 박열 - 이제훈
- 더 킹 - 조인성
- 프리즌 - 한석규

### 여우주연상
- 박열 - 최희서 수상
- 미씽: 사라진 여자 - 공효진
- 악녀 - 김옥빈
- 장산범 - 염정아
- 어느날 - 천우희

### 남우조연상
- 더 킹 - 배성우 수상
- 특별시민 - 곽도원
- 박열 - 김인우
- 불한당: 나쁜 놈들의 세상 - 김희원
- 판도라 - 정진영

### 여우조연상
- 더 킹 - 김소진 수상
- 판도라 - 김영애
- 재심 - 김해숙
- 특별시민 - 문소리
- 불한당: 나쁜 놈들의 세상 - 전혜진

### 신인남자배우상
- 청년경찰 - 박서준 수상
- 박열 - 김준한
- 재심 - 민진웅
- 당신, 거기 있어줄래요 - 변요한
- 두 남자 - 최민호

### 신인여자배우상
- 박열 - 최희서 수상
- 가려진 시간 - 신은수
- 지렁이 - 오예설
- 용순 - 이수경
- 공조 - 윤아

### 신인감독상
- 가려진 시간 - 엄태화 수상
- 청년경찰 - 김주환
- 프리즌 - 나현
- 용순 - 신준
- 원라인 - 양경모

### 촬영상
- 악녀 - 박정훈 수상
- 더 킹 - 김우형
- 불한당: 나쁜 놈들의 세상 - 조형래
- 판도라 - 최영환
- 택시운전사 - 고락선

### 편집상
- 더 킹 - 신민경 수상
- 불한당: 나쁜 놈들의 세상 - 김상범 외 1명
- 악녀 - 허선미
- 택시운전사 - 김상범 외 1명
- 판도라 - 박곡지

### 조명상
- 프리즌 - 김재근 수상
- 더 킹 - 김승규
- 불한당: 나쁜 놈들의 세상 - 박정우
- 악녀 - 이해원
- 판도라 - 김호성

### 음악상
- 가려진 시간 - 달파란 수상
- 더 킹 - 모그
- 박열 - 방준석
- 싱글라이더 - 조영욱
- 택시운전사 - 조영욱

### 의상상
- 박열 - 심현섭 수상
- 대립군 - 임승희
- 더 킹 - 조상경
- 임금님의 사건수첩 - 심현섭
- 택시운전사 - 조상경 외 1명

### 미술상
- 박열 - 이재성 수상
- 대립군 - 김병한
- 더 킹 - 이나겸
- 택시운전사 - 조화성
- 판도라 - 강승용

### 기술상
- 악녀 - 정도안 외 1명 수상
- 더 킹 - 조용석 외 3명
- 판도라 - 최태영 외 4명
- 프리즌 - 이태규 외 3명
- 택시운전사 - 한철희 외 4명

### 기획상
- 택시운전사 - 최기섭 외 1명 수상
- 더 킹 - 한재림
- 판도라 - 백경숙 외 1명

### 특별상
- 김영애 수상